# Vriesea tuerckheimii
Vriesea tuerckheimii là một loài thực vật có hoa trong họ Bromeliaceae. Loài này được (Mez) L.B.Sm. miêu tả khoa học đầu tiên năm 1937.

## Hình ảnh

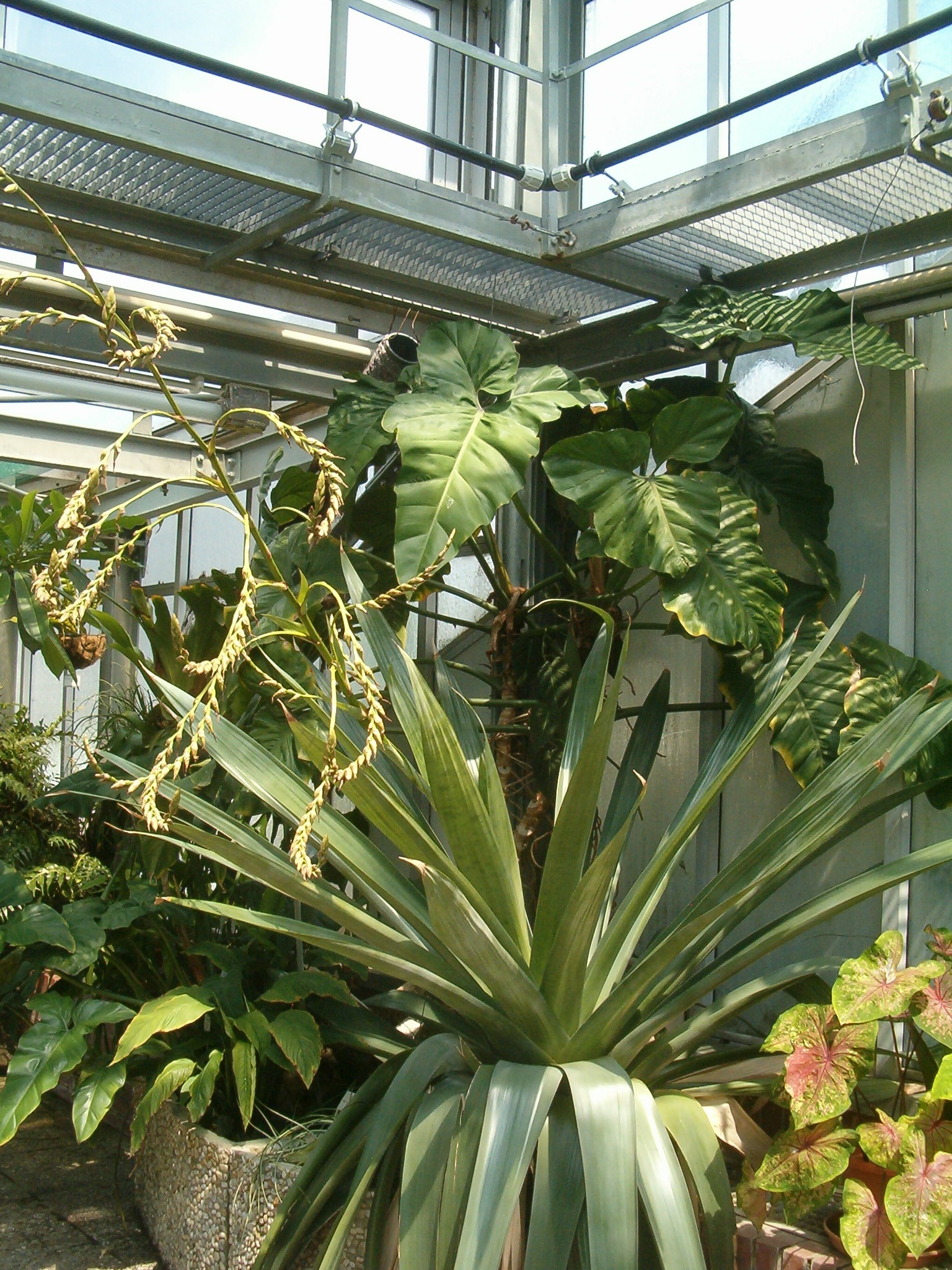
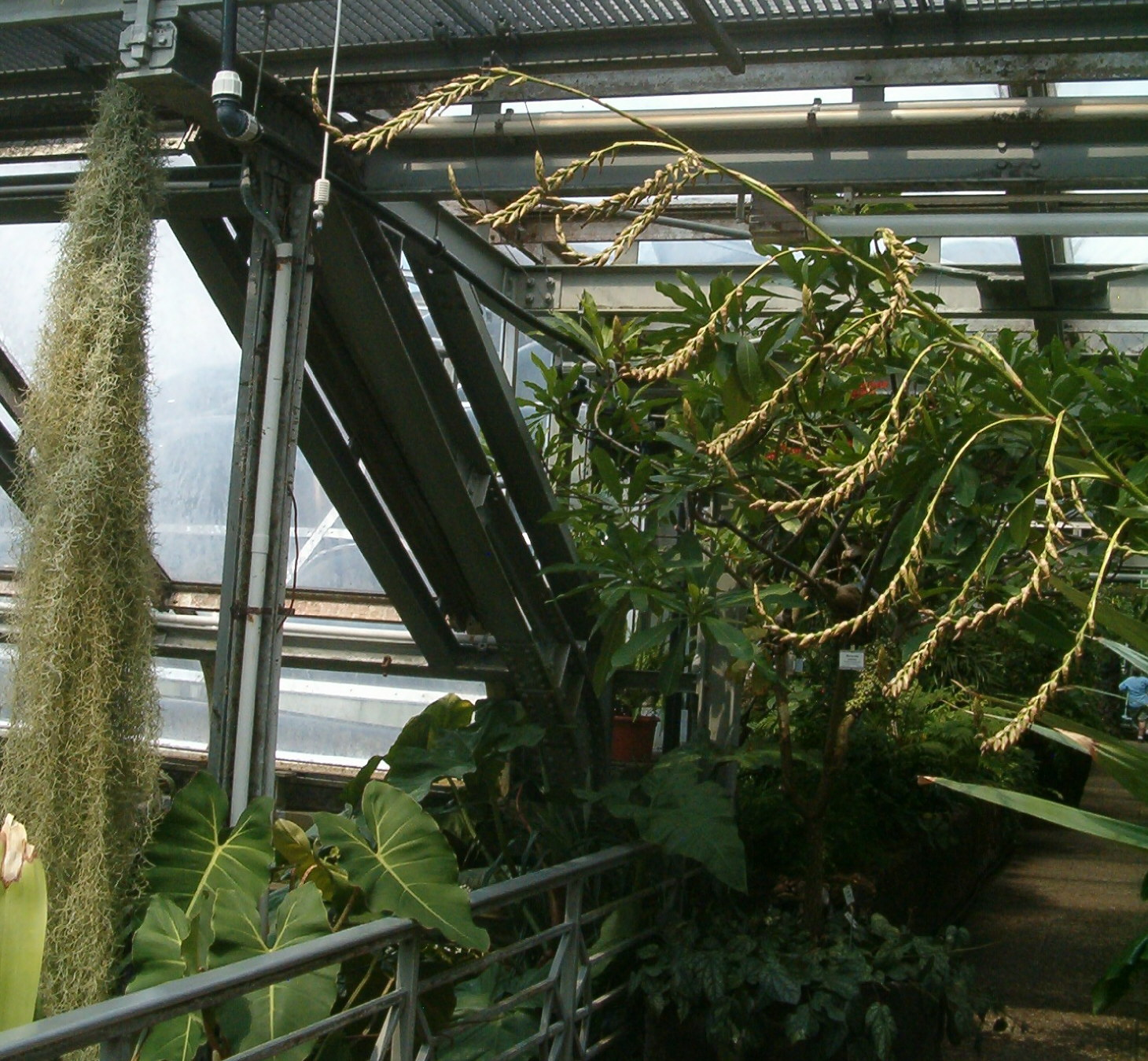
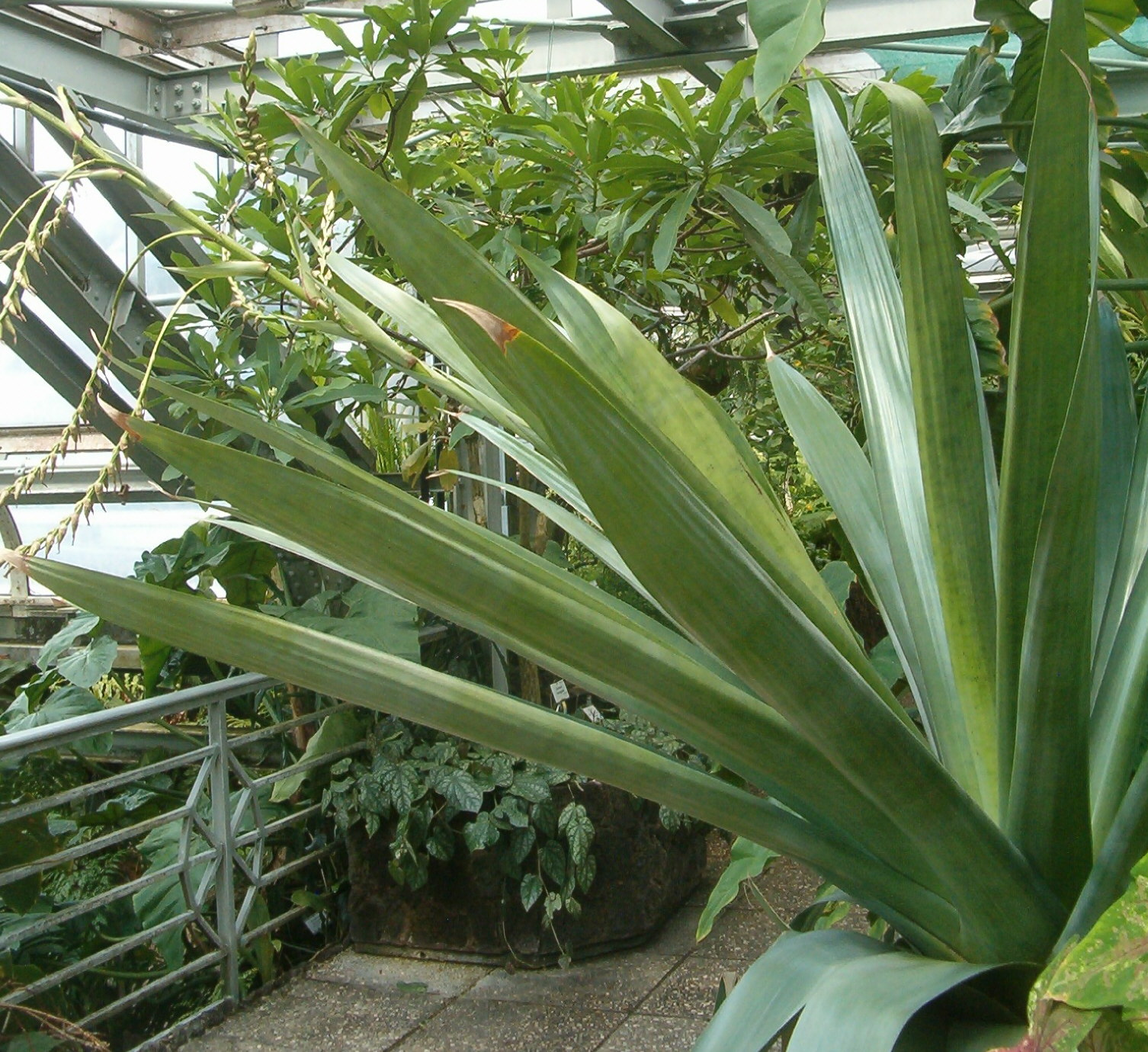
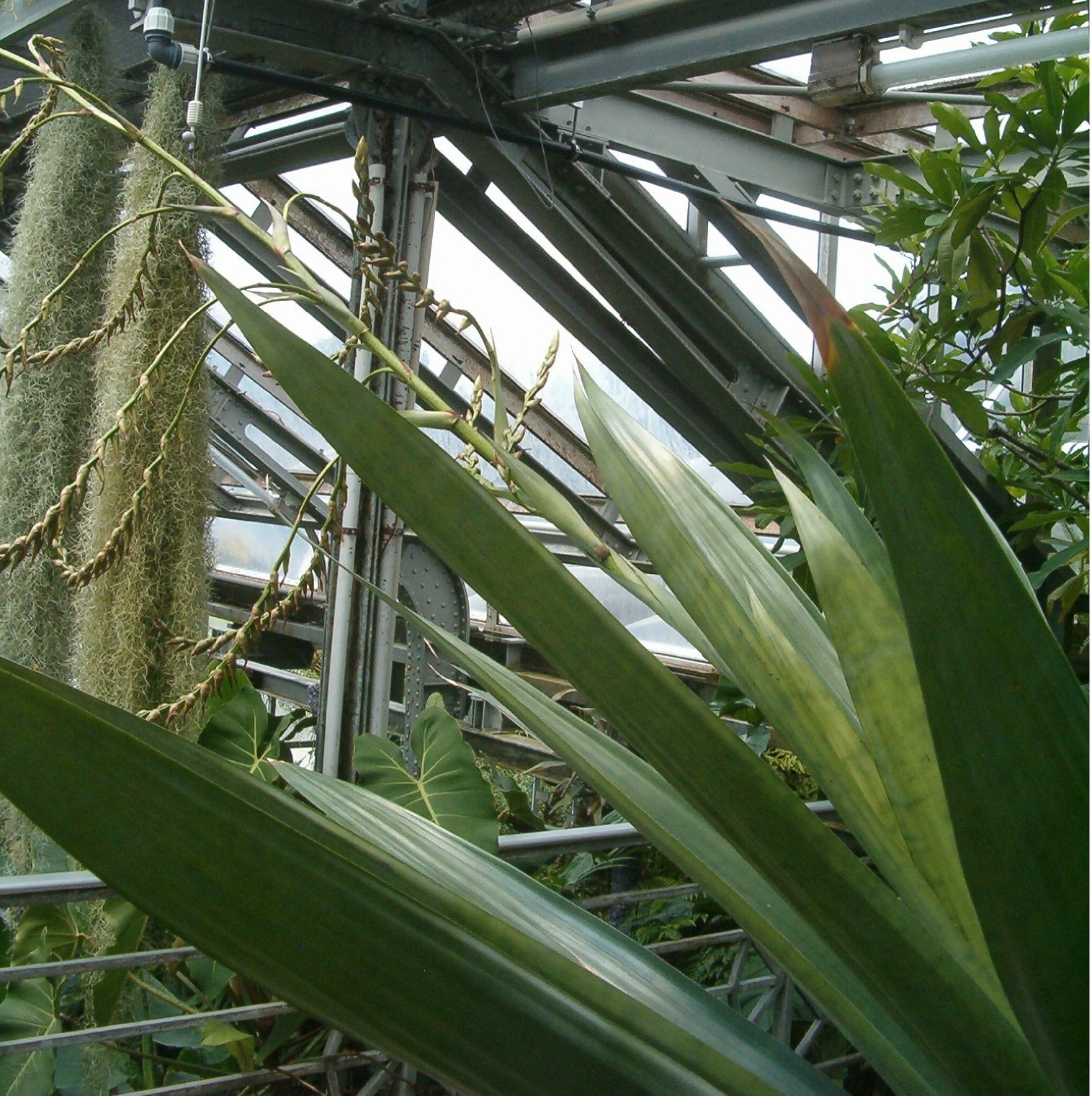